# Бориша Старовић
Бориша Старовић (Сарајево, 5. август 1940 — Фоча, 16. мај 2005) био је српски љекар, професор хирургије и академик. Старовић је бивши декан Медицинског факултета у Сарајеву, декан Медицинског факултета Универзитета у Српском Сарајеву, ректор Универзитета у Српском Сарајеву, и члан Академије наука и умјетности Републике Српске, те њен генерални секретар и потпредседник.

## Биографија
Рођен је у Сарајеву 1940. године. Гимназиију је завршио 1958, а Медицински факултет у Сарајеву 1964. године као један од најбољих студената генерације. 
Године 1972. је постао асистент предмета хирургија на Медицинском и Стоматолошком факултету у Сарајеву. Од 1985. је био продекан, а од 1988. декан Медицинског факултета у Сарајеву. Специјализовао се у области опште хирургије 1973, а након тога у области пластичне и реконструктивне хирургије 1976. Као стипендиста Велике Британије током 1976. и 1977. се специјализовао широм Уједињеног Краљевства. Докторирао је 1981. на тему реконструктивне хирургије шаке, што је уједно била прва докторска дисертације из ове области медицине у Југославији. 
Био је један од оснивача одјељења за пластичну и реконструктивну хирургију Хируршке клинике УМЦ Сарајево, чији је директор постао 1977. године, и на тој позицији остао до јануара 1993. када је напустио Сарајево и отишао у Српско Сарајево. Када је почео рат у Сарајеву, 6. априла 1992, на њега је покушан атентат, а 400 дана је до изласка из Сарајева и одласка у Српско Сарајево био у заточеништву у Хируршкој клиници чији је био директор. Постао је декан Медицинског факултета у Српском Сарајеву одмах по изласку из притвора у Сарајеву у јануару 1993. године. На Медицинском факултету у Источном Сарајеву је почео да ради 18. септембра 1993. Био је ректор Универзитета у Српском Сарајеву. Дописни члан Академије наука и умјетности Републике Српске је постао 27. јуна 1997, а редовни 21. јуна 2004. године. Био је генерални секретар АНУРС у периоду од 27. марта 1998. до 4. маја 2000, и потпредседник АНУРС од 4. јула 2004. до 16. маја 2005, те председник Одјељења за медицинске науке АНУРС.

## Награде
- Велики печат 2003.
- Награда „Хипократ“ за животно дјело 2002.
- Повеља хуманости Југославије
- Медаља рада 1990.
- Шестоаприлска награда града Сарајева